# Baumkängurus

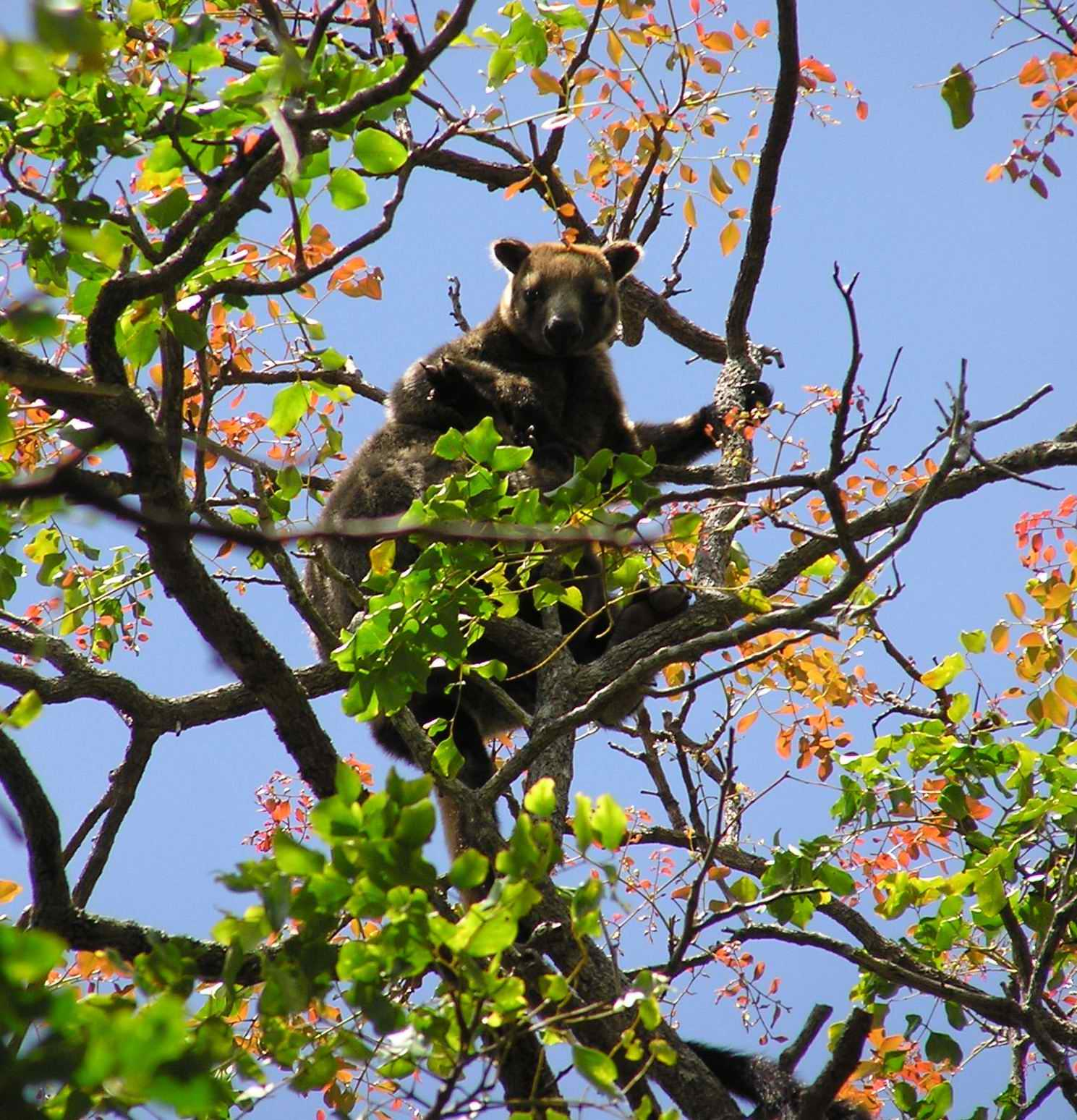
Bennett-Baumkänguru

Baumkängurus (Dendrolagus) sind eine Gattung aus der Familie der Kängurus (Macropodidae). Die Vertreter dieser Gattung haben sich gegensätzlich zu anderen Kängurus an eine arboreale (baumbewohnende) Lebensweise angepasst und entsprechen hierdurch nicht dem geläufigen Kängurumodell. Alle Arten leben in Ozeanien und ernähren sich von verschiedenen Pflanzenarten und -teilen.

## Verbreitung
Baumkängurus kommen in Neuguinea (Westneuguinea und Papua-Neuguinea im Tiefland- und  Bergregenwald sowie in der subalpinen Zone) und auf der Kap-York-Halbinsel im nordöstlichen Australien (Queensland) vor, wo sie in Wäldern und Regenwäldern leben.

## Körperbau
Baumkängurus sind meist etwa 1,3 bis 1,8 Meter lang, die Kopf-Rumpf-Länge beträgt etwa 50 bis 80 Zentimeter, die Schwanzlänge 50 bis 90 Zentimeter. Das Gewicht reicht von 5 bis 18 Kilogramm. Das Fell ist an der Oberseite schwarz oder graubraun, bei manchen Arten auch gemustert. Die Unterseite ist oft weißlich.
Im Vergleich zu ihren bodenbewohnenden Verwandten haben Baumkängurus kürzere, stämmigere Beine mit breiteren Sohlen mit Sohlenpolstern und kräftigeren Vordergliedmaßen. Die an Bärenkrallen erinnernden, langen gebogenen Krallen sind eine weitere Anpassung an die arboreale Lebensweise. Die Ohren sind runder und die Schnauze kürzer als bei anderen Kängurugattungen. Der Schwanz ist behaart und gleichmäßig dick. Der Längenunterschied der Hintergliedmaßen zwischen bodenbewohnenden Kängurus und Baumkängurus ist erheblich: Bei Baumkängurus haben die Hintergliedmaßen 90–110 % der Kopfrumpflänge an Längenausdehnung, während es beim Flinkwallaby (Macropus agilis) 160 % sind.

## Lebensweise und Ernährung
Baumkängurus bewohnen höhergelegene Regenwälder. Sie sind geschickte Kletterer und springen über 9 Meter von einem Baum zum nächsten. Berichten zufolge können sie aus 18 Metern Höhe auf den Boden springen, ohne sich zu verletzen. Tagsüber verstecken sie sich auf den Bäumen und gehen nachts auf Nahrungssuche, wozu sie oft auf den Boden kommen. Auf dem Boden bewegen sie sich mit kleinen Hopsern und wirken unbeholfener als auf Bäumen, sind aber dennoch dazu in der Lage, sich auf längeren Strecken hüpfend vorwärts zu bewegen, was sie ihrer stark ausgeprägten Muskulatur zu verdanken haben. Ihre Nahrung besteht vorwiegend aus Blättern und Früchten.

## Fortpflanzung
Die Fortpflanzung findet am Boden statt und viele Aspekte der Fortpflanzung haben Baumkängurus mit den anderen Kängurus gemeinsam: Nach rund 30-tägiger Tragezeit kommt meist nur ein Jungtier zur Welt, das fast ein Jahr im Beutel bleibt. Baumkängurus können 20 Jahre alt werden.

## Bedrohung
Baumkängurus sind die größten baumbewohnenden Beuteltiere und haben außer Riesenschlangen und dem Dingo wenige natürliche Feinde. Die Abholzung der Regenwälder ist ihre größte Gefährdung. Daneben werden sie auch wegen ihres Fells und Fleisches gejagt. Drei Arten werden von der IUCN als bedroht eingestuft, zwei weitere als gefährdet.

## Die Arten

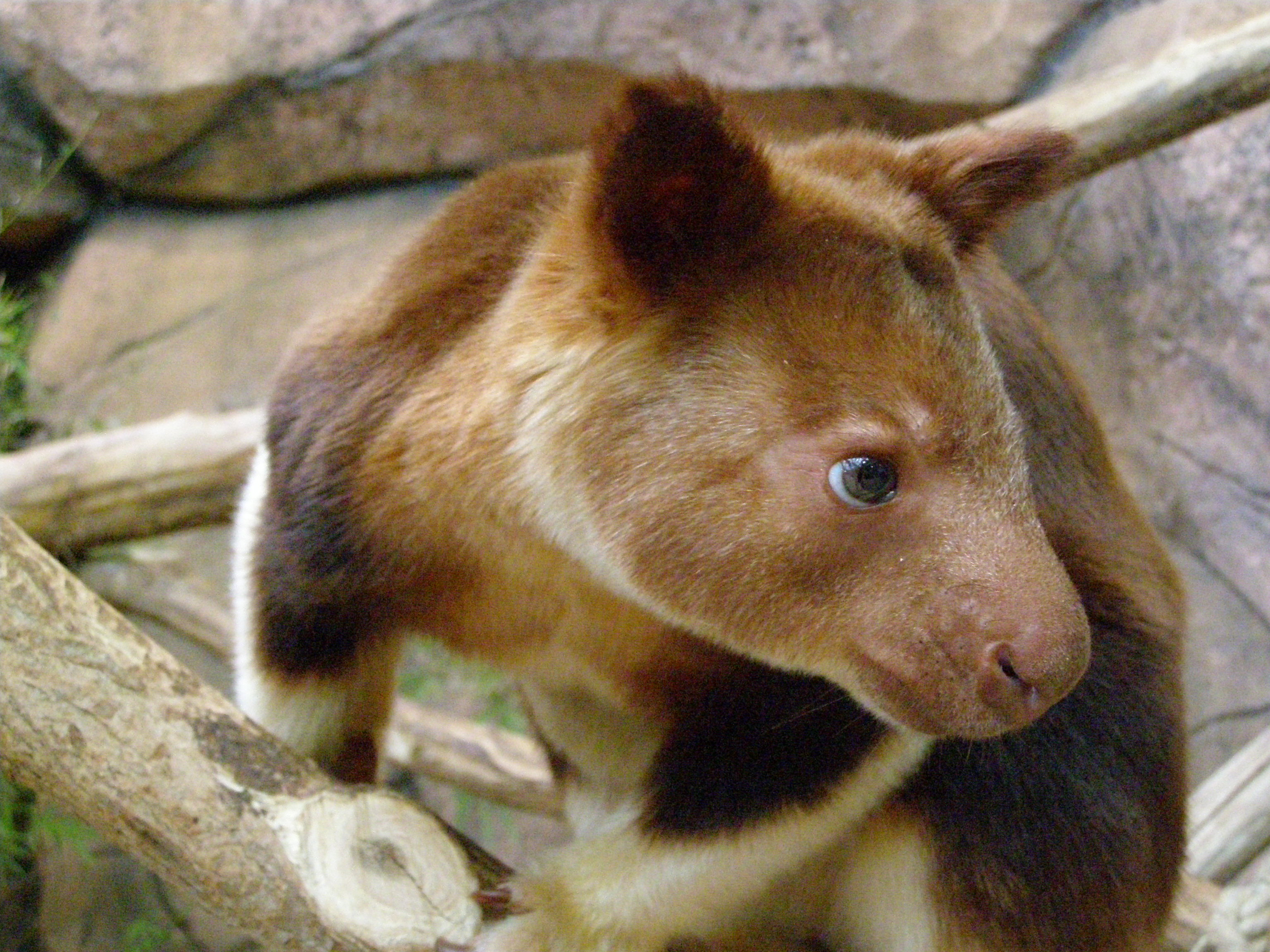
Goodfellow-Baumkänguru

- Das Bennett-Baumkänguru (Dendrolagus bennettianus) ist im nordöstlichen Queensland verbreitet.
- Das Doria-Baumkänguru (Dendrolagus dorianus) bewohnt große Teile Neuguineas von 600 bis 3600 m Höhe. Es ist zusammen mit dem Bennett-Baumkänguru das schwerste und robusteste der Baumkängurus und sehr wehrhaft.
- Das Goodfellow-Baumkänguru (Dendrolagus goodfellowi) ist im östlichen Neuguinea beheimatet. Es gilt als bedroht und ist kaum erforscht.
- Das Graue Baumkänguru (Dendrolagus inustus) lebt im nördlichen und westlichen Neuguinea und auf vorgelagerten Inseln. Obwohl bereits 1825 entdeckt, weiß man doch wenig über diese Art. Es scheint das schwerste aller Baumkängurus zu sein. Ein Exemplar im Gladys Porter Zoo (USA) wiegt 23 kg.
- Das Lumholtz-Baumkänguru (Dendrolagus lumholtzi), benannt nach Carl Sophus Lumholtz, ist im nordöstlichen Queensland verbreitet.
- Das Matschie-Baumkänguru mit hellen Flecken (Dendrolagus matschiei, Foster und Rothschild 1907) ist in Papua-Neuguinea beheimatet. Es gilt als bedroht, ist aber das häufigste Baumkänguru in Zoos. Jedes Tier hat individuelle Farbflecken.
- Das Dingiso (Dendrolagus mbaiso) lebt im zentralen Sudirman-Bergland (Lorentz-Nationalpark) in West-Papua. Es wurde unterhalb der Grasberg-Mine bei der Minenstadt Tembagapura gefunden. Im westlichen Verbreitungsgebiet wird es von den Moni nicht gejagt, die das pfeifende, auf dem Boden lebende Tier als einen ihrer Ahnen betrachten.
- Das Ifola-Baumkänguru (Dendrolagus notatus) kommt im Bismarckgebirge im Zentrum von Papua-Neuguinea vor.
- Das Goldmantel-Baumkänguru (Dendrolagus pulcherrimus) wurde im Torricelli-Gebirge, Papua-Neuguinea, entdeckt. Es ist das kleinste aller Baumkängurus und die am meisten bedrohte Art. 2006 wurden Vorkommen im Fojagebirge in West-Papua entdeckt.
- Das Schwarze Baumkänguru (Dendrolagus scottae) kommt im Torricelli-Gebirge im Norden Papua-Neuguineas vor. Es gilt als bedroht.
- Das Tiefland-Baumkänguru (Dendrolagus spadix) bewohnt das südliche Papua-Neuguinea.
- Das Seri-Baumkänguru (Dendrolagus stellarum) kommt im westlichen Neuguinea im Maokegebirge in Höhen zwischen 2600 und 3200 m über dem Meeresspiegel vor.
- Das Bären-Baumkänguru (Dendrolagus ursinus) kommt nur auf der Vogelkopf-Halbinsel an der Westspitze Neuguineas vor. Es erhielt zwar als erstes Baumkänguru einen wissenschaftlichen Namen, dennoch ist sehr wenig darüber bekannt.
- Das Wondiwoi-Baumkänguru (Drendrolagus mayri) war 90 Jahre nur vom Holotypus aus dem Jahre 1928 bekannt, bevor es im Sommer 2018 wiederentdeckt wurde.

Bei einem Vergleich von drei Genen der mitochondrialen DNA konnten sechs evolutionäre Linien der Baumkängurus bestimmt werden: eine in Australien mit zwei Arten (D. lumholtzi, D. bennettianus) und fünf in Neuguinea (D. inustus, D. ursinus, Goodfellow-Gruppe (D. goodfellowi, D. spadix und D. matschiei), D. mbaiso und die Doria-Gruppe (D. dorianus und D. scottae)). Die australischen Arten stehen in einem Schwestergruppenverhältnis zu denen in Neuguinea. Das ergibt folgendes Kladogramm:
|  | Ifola-Baumkänguru (D. notatus)                                                                         |
|  | |
|  | \| \| Seri-Baumkänguru (D. stellarum) \| \| \| \| \| \| Schwarzes Baumkänguru (D. scottae) \| \| \| \| |
|  | |
|  | Seri-Baumkänguru (D. stellarum)                                                                        |
|  | |
|  | Schwarzes Baumkänguru (D. scottae)                                                                     |
|  | |

|  | Seri-Baumkänguru (D. stellarum)    |
|  |                                    |
|  | Schwarzes Baumkänguru (D. scottae) |
|  |                                    |

|  | Ifola-Baumkänguru (D. notatus)                                                                         |
|  | |
|  | \| \| Seri-Baumkänguru (D. stellarum) \| \| \| \| \| \| Schwarzes Baumkänguru (D. scottae) \| \| \| \| |
|  | |
|  | Seri-Baumkänguru (D. stellarum)                                                                        |
|  | |
|  | Schwarzes Baumkänguru (D. scottae)                                                                     |
|  | |

|  | Seri-Baumkänguru (D. stellarum)    |
|  |                                    |
|  | Schwarzes Baumkänguru (D. scottae) |
|  |                                    |

|  | Ifola-Baumkänguru (D. notatus)                                                                         |
|  | |
|  | \| \| Seri-Baumkänguru (D. stellarum) \| \| \| \| \| \| Schwarzes Baumkänguru (D. scottae) \| \| \| \| |
|  | |
|  | Seri-Baumkänguru (D. stellarum)                                                                        |
|  | |
|  | Schwarzes Baumkänguru (D. scottae)                                                                     |
|  | |

|  | Seri-Baumkänguru (D. stellarum)    |
|  |                                    |
|  | Schwarzes Baumkänguru (D. scottae) |
|  |                                    |

|  | Ifola-Baumkänguru (D. notatus)                                                                         |
|  | |
|  | \| \| Seri-Baumkänguru (D. stellarum) \| \| \| \| \| \| Schwarzes Baumkänguru (D. scottae) \| \| \| \| |
|  | |
|  | Seri-Baumkänguru (D. stellarum)                                                                        |
|  | |
|  | Schwarzes Baumkänguru (D. scottae)                                                                     |
|  | |

|  | Seri-Baumkänguru (D. stellarum)    |
|  |                                    |
|  | Schwarzes Baumkänguru (D. scottae) |
|  |                                    |

|  | Ifola-Baumkänguru (D. notatus)                                                                         |
|  | |
|  | \| \| Seri-Baumkänguru (D. stellarum) \| \| \| \| \| \| Schwarzes Baumkänguru (D. scottae) \| \| \| \| |
|  | |
|  | Seri-Baumkänguru (D. stellarum)                                                                        |
|  | |
|  | Schwarzes Baumkänguru (D. scottae)                                                                     |
|  | |

|  | Seri-Baumkänguru (D. stellarum)    |
|  |                                    |
|  | Schwarzes Baumkänguru (D. scottae) |
|  |                                    |

|  | Ifola-Baumkänguru (D. notatus)                                                                         |
|  | |
|  | \| \| Seri-Baumkänguru (D. stellarum) \| \| \| \| \| \| Schwarzes Baumkänguru (D. scottae) \| \| \| \| |
|  | |
|  | Seri-Baumkänguru (D. stellarum)                                                                        |
|  | |
|  | Schwarzes Baumkänguru (D. scottae)                                                                     |
|  | |

|  | Seri-Baumkänguru (D. stellarum)    |
|  |                                    |
|  | Schwarzes Baumkänguru (D. scottae) |
|  |                                    |

|  | Ifola-Baumkänguru (D. notatus)                                                                         |
|  | |
|  | \| \| Seri-Baumkänguru (D. stellarum) \| \| \| \| \| \| Schwarzes Baumkänguru (D. scottae) \| \| \| \| |
|  | |
|  | Seri-Baumkänguru (D. stellarum)                                                                        |
|  | |
|  | Schwarzes Baumkänguru (D. scottae)                                                                     |
|  | |

|  | Seri-Baumkänguru (D. stellarum)    |
|  |                                    |
|  | Schwarzes Baumkänguru (D. scottae) |
|  |                                    |

|  | Ifola-Baumkänguru (D. notatus)                                                                         |
|  | |
|  | \| \| Seri-Baumkänguru (D. stellarum) \| \| \| \| \| \| Schwarzes Baumkänguru (D. scottae) \| \| \| \| |
|  | |
|  | Seri-Baumkänguru (D. stellarum)                                                                        |
|  | |
|  | Schwarzes Baumkänguru (D. scottae)                                                                     |
|  | |

|  | Seri-Baumkänguru (D. stellarum)    |
|  |                                    |
|  | Schwarzes Baumkänguru (D. scottae) |
|  |                                    |

|  | Goldmantel-Baumkänguru (D. pulcherrimus)                                                                 |
|  | |
|  | \| \| Matschie-Baumkänguru (D. matschiei) \| \| \| \| \| \| Tiefland-Baumkänguru (D. spadix) \| \| \| \| |
|  | |
|  | Matschie-Baumkänguru (D. matschiei)                                                                      |
|  | |
|  | Tiefland-Baumkänguru (D. spadix)                                                                         |
|  | |

|  | Matschie-Baumkänguru (D. matschiei) |
|  |                                     |
|  | Tiefland-Baumkänguru (D. spadix)    |
|  |                                     |

|  | Goldmantel-Baumkänguru (D. pulcherrimus)                                                                 |
|  | |
|  | \| \| Matschie-Baumkänguru (D. matschiei) \| \| \| \| \| \| Tiefland-Baumkänguru (D. spadix) \| \| \| \| |
|  | |
|  | Matschie-Baumkänguru (D. matschiei)                                                                      |
|  | |
|  | Tiefland-Baumkänguru (D. spadix)                                                                         |
|  | |

|  | Matschie-Baumkänguru (D. matschiei) |
|  |                                     |
|  | Tiefland-Baumkänguru (D. spadix)    |
|  |                                     |

|  | Ifola-Baumkänguru (D. notatus)                                                                         |
|  | |
|  | \| \| Seri-Baumkänguru (D. stellarum) \| \| \| \| \| \| Schwarzes Baumkänguru (D. scottae) \| \| \| \| |
|  | |
|  | Seri-Baumkänguru (D. stellarum)                                                                        |
|  | |
|  | Schwarzes Baumkänguru (D. scottae)                                                                     |
|  | |

|  | Seri-Baumkänguru (D. stellarum)    |
|  |                                    |
|  | Schwarzes Baumkänguru (D. scottae) |
|  |                                    |

|  | Ifola-Baumkänguru (D. notatus)                                                                         |
|  | |
|  | \| \| Seri-Baumkänguru (D. stellarum) \| \| \| \| \| \| Schwarzes Baumkänguru (D. scottae) \| \| \| \| |
|  | |
|  | Seri-Baumkänguru (D. stellarum)                                                                        |
|  | |
|  | Schwarzes Baumkänguru (D. scottae)                                                                     |
|  | |

|  | Seri-Baumkänguru (D. stellarum)    |
|  |                                    |
|  | Schwarzes Baumkänguru (D. scottae) |
|  |                                    |

|  | Ifola-Baumkänguru (D. notatus)                                                                         |
|  | |
|  | \| \| Seri-Baumkänguru (D. stellarum) \| \| \| \| \| \| Schwarzes Baumkänguru (D. scottae) \| \| \| \| |
|  | |
|  | Seri-Baumkänguru (D. stellarum)                                                                        |
|  | |
|  | Schwarzes Baumkänguru (D. scottae)                                                                     |
|  | |

|  | Seri-Baumkänguru (D. stellarum)    |
|  |                                    |
|  | Schwarzes Baumkänguru (D. scottae) |
|  |                                    |

|  | Ifola-Baumkänguru (D. notatus)                                                                         |
|  | |
|  | \| \| Seri-Baumkänguru (D. stellarum) \| \| \| \| \| \| Schwarzes Baumkänguru (D. scottae) \| \| \| \| |
|  | |
|  | Seri-Baumkänguru (D. stellarum)                                                                        |
|  | |
|  | Schwarzes Baumkänguru (D. scottae)                                                                     |
|  | |

|  | Seri-Baumkänguru (D. stellarum)    |
|  |                                    |
|  | Schwarzes Baumkänguru (D. scottae) |
|  |                                    |

|  | Ifola-Baumkänguru (D. notatus)                                                                         |
|  | |
|  | \| \| Seri-Baumkänguru (D. stellarum) \| \| \| \| \| \| Schwarzes Baumkänguru (D. scottae) \| \| \| \| |
|  | |
|  | Seri-Baumkänguru (D. stellarum)                                                                        |
|  | |
|  | Schwarzes Baumkänguru (D. scottae)                                                                     |
|  | |

|  | Seri-Baumkänguru (D. stellarum)    |
|  |                                    |
|  | Schwarzes Baumkänguru (D. scottae) |
|  |                                    |

|  | Ifola-Baumkänguru (D. notatus)                                                                         |
|  | |
|  | \| \| Seri-Baumkänguru (D. stellarum) \| \| \| \| \| \| Schwarzes Baumkänguru (D. scottae) \| \| \| \| |
|  | |
|  | Seri-Baumkänguru (D. stellarum)                                                                        |
|  | |
|  | Schwarzes Baumkänguru (D. scottae)                                                                     |
|  | |

|  | Seri-Baumkänguru (D. stellarum)    |
|  |                                    |
|  | Schwarzes Baumkänguru (D. scottae) |
|  |                                    |

|  | Ifola-Baumkänguru (D. notatus)                                                                         |
|  | |
|  | \| \| Seri-Baumkänguru (D. stellarum) \| \| \| \| \| \| Schwarzes Baumkänguru (D. scottae) \| \| \| \| |
|  | |
|  | Seri-Baumkänguru (D. stellarum)                                                                        |
|  | |
|  | Schwarzes Baumkänguru (D. scottae)                                                                     |
|  | |

|  | Seri-Baumkänguru (D. stellarum)    |
|  |                                    |
|  | Schwarzes Baumkänguru (D. scottae) |
|  |                                    |

|  | Ifola-Baumkänguru (D. notatus)                                                                         |
|  | |
|  | \| \| Seri-Baumkänguru (D. stellarum) \| \| \| \| \| \| Schwarzes Baumkänguru (D. scottae) \| \| \| \| |
|  | |
|  | Seri-Baumkänguru (D. stellarum)                                                                        |
|  | |
|  | Schwarzes Baumkänguru (D. scottae)                                                                     |
|  | |

|  | Seri-Baumkänguru (D. stellarum)    |
|  |                                    |
|  | Schwarzes Baumkänguru (D. scottae) |
|  |                                    |

|  | Goldmantel-Baumkänguru (D. pulcherrimus)                                                                 |
|  | |
|  | \| \| Matschie-Baumkänguru (D. matschiei) \| \| \| \| \| \| Tiefland-Baumkänguru (D. spadix) \| \| \| \| |
|  | |
|  | Matschie-Baumkänguru (D. matschiei)                                                                      |
|  | |
|  | Tiefland-Baumkänguru (D. spadix)                                                                         |
|  | |

|  | Matschie-Baumkänguru (D. matschiei) |
|  |                                     |
|  | Tiefland-Baumkänguru (D. spadix)    |
|  |                                     |

|  | Goldmantel-Baumkänguru (D. pulcherrimus)                                                                 |
|  | |
|  | \| \| Matschie-Baumkänguru (D. matschiei) \| \| \| \| \| \| Tiefland-Baumkänguru (D. spadix) \| \| \| \| |
|  | |
|  | Matschie-Baumkänguru (D. matschiei)                                                                      |
|  | |
|  | Tiefland-Baumkänguru (D. spadix)                                                                         |
|  | |

|  | Matschie-Baumkänguru (D. matschiei) |
|  |                                     |
|  | Tiefland-Baumkänguru (D. spadix)    |
|  |                                     |

|  | Ifola-Baumkänguru (D. notatus)                                                                         |
|  | |
|  | \| \| Seri-Baumkänguru (D. stellarum) \| \| \| \| \| \| Schwarzes Baumkänguru (D. scottae) \| \| \| \| |
|  | |
|  | Seri-Baumkänguru (D. stellarum)                                                                        |
|  | |
|  | Schwarzes Baumkänguru (D. scottae)                                                                     |
|  | |

|  | Seri-Baumkänguru (D. stellarum)    |
|  |                                    |
|  | Schwarzes Baumkänguru (D. scottae) |
|  |                                    |

|  | Ifola-Baumkänguru (D. notatus)                                                                         |
|  | |
|  | \| \| Seri-Baumkänguru (D. stellarum) \| \| \| \| \| \| Schwarzes Baumkänguru (D. scottae) \| \| \| \| |
|  | |
|  | Seri-Baumkänguru (D. stellarum)                                                                        |
|  | |
|  | Schwarzes Baumkänguru (D. scottae)                                                                     |
|  | |

|  | Seri-Baumkänguru (D. stellarum)    |
|  |                                    |
|  | Schwarzes Baumkänguru (D. scottae) |
|  |                                    |

|  | Ifola-Baumkänguru (D. notatus)                                                                         |
|  | |
|  | \| \| Seri-Baumkänguru (D. stellarum) \| \| \| \| \| \| Schwarzes Baumkänguru (D. scottae) \| \| \| \| |
|  | |
|  | Seri-Baumkänguru (D. stellarum)                                                                        |
|  | |
|  | Schwarzes Baumkänguru (D. scottae)                                                                     |
|  | |

|  | Seri-Baumkänguru (D. stellarum)    |
|  |                                    |
|  | Schwarzes Baumkänguru (D. scottae) |
|  |                                    |

|  | Ifola-Baumkänguru (D. notatus)                                                                         |
|  | |
|  | \| \| Seri-Baumkänguru (D. stellarum) \| \| \| \| \| \| Schwarzes Baumkänguru (D. scottae) \| \| \| \| |
|  | |
|  | Seri-Baumkänguru (D. stellarum)                                                                        |
|  | |
|  | Schwarzes Baumkänguru (D. scottae)                                                                     |
|  | |

|  | Seri-Baumkänguru (D. stellarum)    |
|  |                                    |
|  | Schwarzes Baumkänguru (D. scottae) |
|  |                                    |

|  | Ifola-Baumkänguru (D. notatus)                                                                         |
|  | |
|  | \| \| Seri-Baumkänguru (D. stellarum) \| \| \| \| \| \| Schwarzes Baumkänguru (D. scottae) \| \| \| \| |
|  | |
|  | Seri-Baumkänguru (D. stellarum)                                                                        |
|  | |
|  | Schwarzes Baumkänguru (D. scottae)                                                                     |
|  | |

|  | Seri-Baumkänguru (D. stellarum)    |
|  |                                    |
|  | Schwarzes Baumkänguru (D. scottae) |
|  |                                    |

|  | Ifola-Baumkänguru (D. notatus)                                                                         |
|  | |
|  | \| \| Seri-Baumkänguru (D. stellarum) \| \| \| \| \| \| Schwarzes Baumkänguru (D. scottae) \| \| \| \| |
|  | |
|  | Seri-Baumkänguru (D. stellarum)                                                                        |
|  | |
|  | Schwarzes Baumkänguru (D. scottae)                                                                     |
|  | |

|  | Seri-Baumkänguru (D. stellarum)    |
|  |                                    |
|  | Schwarzes Baumkänguru (D. scottae) |
|  |                                    |

|  | Ifola-Baumkänguru (D. notatus)                                                                         |
|  | |
|  | \| \| Seri-Baumkänguru (D. stellarum) \| \| \| \| \| \| Schwarzes Baumkänguru (D. scottae) \| \| \| \| |
|  | |
|  | Seri-Baumkänguru (D. stellarum)                                                                        |
|  | |
|  | Schwarzes Baumkänguru (D. scottae)                                                                     |
|  | |

|  | Seri-Baumkänguru (D. stellarum)    |
|  |                                    |
|  | Schwarzes Baumkänguru (D. scottae) |
|  |                                    |

|  | Ifola-Baumkänguru (D. notatus)                                                                         |
|  | |
|  | \| \| Seri-Baumkänguru (D. stellarum) \| \| \| \| \| \| Schwarzes Baumkänguru (D. scottae) \| \| \| \| |
|  | |
|  | Seri-Baumkänguru (D. stellarum)                                                                        |
|  | |
|  | Schwarzes Baumkänguru (D. scottae)                                                                     |
|  | |

|  | Seri-Baumkänguru (D. stellarum)    |
|  |                                    |
|  | Schwarzes Baumkänguru (D. scottae) |
|  |                                    |

|  | Goldmantel-Baumkänguru (D. pulcherrimus)                                                                 |
|  | |
|  | \| \| Matschie-Baumkänguru (D. matschiei) \| \| \| \| \| \| Tiefland-Baumkänguru (D. spadix) \| \| \| \| |
|  | |
|  | Matschie-Baumkänguru (D. matschiei)                                                                      |
|  | |
|  | Tiefland-Baumkänguru (D. spadix)                                                                         |
|  | |

|  | Matschie-Baumkänguru (D. matschiei) |
|  |                                     |
|  | Tiefland-Baumkänguru (D. spadix)    |
|  |                                     |

|  | Goldmantel-Baumkänguru (D. pulcherrimus)                                                                 |
|  | |
|  | \| \| Matschie-Baumkänguru (D. matschiei) \| \| \| \| \| \| Tiefland-Baumkänguru (D. spadix) \| \| \| \| |
|  | |
|  | Matschie-Baumkänguru (D. matschiei)                                                                      |
|  | |
|  | Tiefland-Baumkänguru (D. spadix)                                                                         |
|  | |

|  | Matschie-Baumkänguru (D. matschiei) |
|  |                                     |
|  | Tiefland-Baumkänguru (D. spadix)    |
|  |                                     |

|  | Ifola-Baumkänguru (D. notatus)                                                                         |
|  | |
|  | \| \| Seri-Baumkänguru (D. stellarum) \| \| \| \| \| \| Schwarzes Baumkänguru (D. scottae) \| \| \| \| |
|  | |
|  | Seri-Baumkänguru (D. stellarum)                                                                        |
|  | |
|  | Schwarzes Baumkänguru (D. scottae)                                                                     |
|  | |

|  | Seri-Baumkänguru (D. stellarum)    |
|  |                                    |
|  | Schwarzes Baumkänguru (D. scottae) |
|  |                                    |

|  | Ifola-Baumkänguru (D. notatus)                                                                         |
|  | |
|  | \| \| Seri-Baumkänguru (D. stellarum) \| \| \| \| \| \| Schwarzes Baumkänguru (D. scottae) \| \| \| \| |
|  | |
|  | Seri-Baumkänguru (D. stellarum)                                                                        |
|  | |
|  | Schwarzes Baumkänguru (D. scottae)                                                                     |
|  | |

|  | Seri-Baumkänguru (D. stellarum)    |
|  |                                    |
|  | Schwarzes Baumkänguru (D. scottae) |
|  |                                    |

|  | Ifola-Baumkänguru (D. notatus)                                                                         |
|  | |
|  | \| \| Seri-Baumkänguru (D. stellarum) \| \| \| \| \| \| Schwarzes Baumkänguru (D. scottae) \| \| \| \| |
|  | |
|  | Seri-Baumkänguru (D. stellarum)                                                                        |
|  | |
|  | Schwarzes Baumkänguru (D. scottae)                                                                     |
|  | |

|  | Seri-Baumkänguru (D. stellarum)    |
|  |                                    |
|  | Schwarzes Baumkänguru (D. scottae) |
|  |                                    |

|  | Ifola-Baumkänguru (D. notatus)                                                                         |
|  | |
|  | \| \| Seri-Baumkänguru (D. stellarum) \| \| \| \| \| \| Schwarzes Baumkänguru (D. scottae) \| \| \| \| |
|  | |
|  | Seri-Baumkänguru (D. stellarum)                                                                        |
|  | |
|  | Schwarzes Baumkänguru (D. scottae)                                                                     |
|  | |

|  | Seri-Baumkänguru (D. stellarum)    |
|  |                                    |
|  | Schwarzes Baumkänguru (D. scottae) |
|  |                                    |

|  | Ifola-Baumkänguru (D. notatus)                                                                         |
|  | |
|  | \| \| Seri-Baumkänguru (D. stellarum) \| \| \| \| \| \| Schwarzes Baumkänguru (D. scottae) \| \| \| \| |
|  | |
|  | Seri-Baumkänguru (D. stellarum)                                                                        |
|  | |
|  | Schwarzes Baumkänguru (D. scottae)                                                                     |
|  | |

|  | Seri-Baumkänguru (D. stellarum)    |
|  |                                    |
|  | Schwarzes Baumkänguru (D. scottae) |
|  |                                    |

|  | Ifola-Baumkänguru (D. notatus)                                                                         |
|  | |
|  | \| \| Seri-Baumkänguru (D. stellarum) \| \| \| \| \| \| Schwarzes Baumkänguru (D. scottae) \| \| \| \| |
|  | |
|  | Seri-Baumkänguru (D. stellarum)                                                                        |
|  | |
|  | Schwarzes Baumkänguru (D. scottae)                                                                     |
|  | |

|  | Seri-Baumkänguru (D. stellarum)    |
|  |                                    |
|  | Schwarzes Baumkänguru (D. scottae) |
|  |                                    |

|  | Ifola-Baumkänguru (D. notatus)                                                                         |
|  | |
|  | \| \| Seri-Baumkänguru (D. stellarum) \| \| \| \| \| \| Schwarzes Baumkänguru (D. scottae) \| \| \| \| |
|  | |
|  | Seri-Baumkänguru (D. stellarum)                                                                        |
|  | |
|  | Schwarzes Baumkänguru (D. scottae)                                                                     |
|  | |

|  | Seri-Baumkänguru (D. stellarum)    |
|  |                                    |
|  | Schwarzes Baumkänguru (D. scottae) |
|  |                                    |

|  | Ifola-Baumkänguru (D. notatus)                                                                         |
|  | |
|  | \| \| Seri-Baumkänguru (D. stellarum) \| \| \| \| \| \| Schwarzes Baumkänguru (D. scottae) \| \| \| \| |
|  | |
|  | Seri-Baumkänguru (D. stellarum)                                                                        |
|  | |
|  | Schwarzes Baumkänguru (D. scottae)                                                                     |
|  | |

|  | Seri-Baumkänguru (D. stellarum)    |
|  |                                    |
|  | Schwarzes Baumkänguru (D. scottae) |
|  |                                    |

|  | Goldmantel-Baumkänguru (D. pulcherrimus)                                                                 |
|  | |
|  | \| \| Matschie-Baumkänguru (D. matschiei) \| \| \| \| \| \| Tiefland-Baumkänguru (D. spadix) \| \| \| \| |
|  | |
|  | Matschie-Baumkänguru (D. matschiei)                                                                      |
|  | |
|  | Tiefland-Baumkänguru (D. spadix)                                                                         |
|  | |

|  | Matschie-Baumkänguru (D. matschiei) |
|  |                                     |
|  | Tiefland-Baumkänguru (D. spadix)    |
|  |                                     |

|  | Goldmantel-Baumkänguru (D. pulcherrimus)                                                                 |
|  | |
|  | \| \| Matschie-Baumkänguru (D. matschiei) \| \| \| \| \| \| Tiefland-Baumkänguru (D. spadix) \| \| \| \| |
|  | |
|  | Matschie-Baumkänguru (D. matschiei)                                                                      |
|  | |
|  | Tiefland-Baumkänguru (D. spadix)                                                                         |
|  | |

|  | Matschie-Baumkänguru (D. matschiei) |
|  |                                     |
|  | Tiefland-Baumkänguru (D. spadix)    |
|  |                                     |

|  | Bennett-Baumkänguru (D. bennettianus) |
|  |                                       |
|  | Lumholtz-Baumkänguru (D. lumholtzi)   |
|  |                                       |

|  | Ifola-Baumkänguru (D. notatus)                                                                         |
|  | |
|  | \| \| Seri-Baumkänguru (D. stellarum) \| \| \| \| \| \| Schwarzes Baumkänguru (D. scottae) \| \| \| \| |
|  | |
|  | Seri-Baumkänguru (D. stellarum)                                                                        |
|  | |
|  | Schwarzes Baumkänguru (D. scottae)                                                                     |
|  | |

|  | Seri-Baumkänguru (D. stellarum)    |
|  |                                    |
|  | Schwarzes Baumkänguru (D. scottae) |
|  |                                    |

|  | Ifola-Baumkänguru (D. notatus)                                                                         |
|  | |
|  | \| \| Seri-Baumkänguru (D. stellarum) \| \| \| \| \| \| Schwarzes Baumkänguru (D. scottae) \| \| \| \| |
|  | |
|  | Seri-Baumkänguru (D. stellarum)                                                                        |
|  | |
|  | Schwarzes Baumkänguru (D. scottae)                                                                     |
|  | |

|  | Seri-Baumkänguru (D. stellarum)    |
|  |                                    |
|  | Schwarzes Baumkänguru (D. scottae) |
|  |                                    |

|  | Ifola-Baumkänguru (D. notatus)                                                                         |
|  | |
|  | \| \| Seri-Baumkänguru (D. stellarum) \| \| \| \| \| \| Schwarzes Baumkänguru (D. scottae) \| \| \| \| |
|  | |
|  | Seri-Baumkänguru (D. stellarum)                                                                        |
|  | |
|  | Schwarzes Baumkänguru (D. scottae)                                                                     |
|  | |

|  | Seri-Baumkänguru (D. stellarum)    |
|  |                                    |
|  | Schwarzes Baumkänguru (D. scottae) |
|  |                                    |

|  | Ifola-Baumkänguru (D. notatus)                                                                         |
|  | |
|  | \| \| Seri-Baumkänguru (D. stellarum) \| \| \| \| \| \| Schwarzes Baumkänguru (D. scottae) \| \| \| \| |
|  | |
|  | Seri-Baumkänguru (D. stellarum)                                                                        |
|  | |
|  | Schwarzes Baumkänguru (D. scottae)                                                                     |
|  | |

|  | Seri-Baumkänguru (D. stellarum)    |
|  |                                    |
|  | Schwarzes Baumkänguru (D. scottae) |
|  |                                    |

|  | Ifola-Baumkänguru (D. notatus)                                                                         |
|  | |
|  | \| \| Seri-Baumkänguru (D. stellarum) \| \| \| \| \| \| Schwarzes Baumkänguru (D. scottae) \| \| \| \| |
|  | |
|  | Seri-Baumkänguru (D. stellarum)                                                                        |
|  | |
|  | Schwarzes Baumkänguru (D. scottae)                                                                     |
|  | |

|  | Seri-Baumkänguru (D. stellarum)    |
|  |                                    |
|  | Schwarzes Baumkänguru (D. scottae) |
|  |                                    |

|  | Ifola-Baumkänguru (D. notatus)                                                                         |
|  | |
|  | \| \| Seri-Baumkänguru (D. stellarum) \| \| \| \| \| \| Schwarzes Baumkänguru (D. scottae) \| \| \| \| |
|  | |
|  | Seri-Baumkänguru (D. stellarum)                                                                        |
|  | |
|  | Schwarzes Baumkänguru (D. scottae)                                                                     |
|  | |

|  | Seri-Baumkänguru (D. stellarum)    |
|  |                                    |
|  | Schwarzes Baumkänguru (D. scottae) |
|  |                                    |

|  | Ifola-Baumkänguru (D. notatus)                                                                         |
|  | |
|  | \| \| Seri-Baumkänguru (D. stellarum) \| \| \| \| \| \| Schwarzes Baumkänguru (D. scottae) \| \| \| \| |
|  | |
|  | Seri-Baumkänguru (D. stellarum)                                                                        |
|  | |
|  | Schwarzes Baumkänguru (D. scottae)                                                                     |
|  | |

|  | Seri-Baumkänguru (D. stellarum)    |
|  |                                    |
|  | Schwarzes Baumkänguru (D. scottae) |
|  |                                    |

|  | Ifola-Baumkänguru (D. notatus)                                                                         |
|  | |
|  | \| \| Seri-Baumkänguru (D. stellarum) \| \| \| \| \| \| Schwarzes Baumkänguru (D. scottae) \| \| \| \| |
|  | |
|  | Seri-Baumkänguru (D. stellarum)                                                                        |
|  | |
|  | Schwarzes Baumkänguru (D. scottae)                                                                     |
|  | |

|  | Seri-Baumkänguru (D. stellarum)    |
|  |                                    |
|  | Schwarzes Baumkänguru (D. scottae) |
|  |                                    |

|  | Goldmantel-Baumkänguru (D. pulcherrimus)                                                                 |
|  | |
|  | \| \| Matschie-Baumkänguru (D. matschiei) \| \| \| \| \| \| Tiefland-Baumkänguru (D. spadix) \| \| \| \| |
|  | |
|  | Matschie-Baumkänguru (D. matschiei)                                                                      |
|  | |
|  | Tiefland-Baumkänguru (D. spadix)                                                                         |
|  | |

|  | Matschie-Baumkänguru (D. matschiei) |
|  |                                     |
|  | Tiefland-Baumkänguru (D. spadix)    |
|  |                                     |

|  | Goldmantel-Baumkänguru (D. pulcherrimus)                                                                 |
|  | |
|  | \| \| Matschie-Baumkänguru (D. matschiei) \| \| \| \| \| \| Tiefland-Baumkänguru (D. spadix) \| \| \| \| |
|  | |
|  | Matschie-Baumkänguru (D. matschiei)                                                                      |
|  | |
|  | Tiefland-Baumkänguru (D. spadix)                                                                         |
|  | |

|  | Matschie-Baumkänguru (D. matschiei) |
|  |                                     |
|  | Tiefland-Baumkänguru (D. spadix)    |
|  |                                     |

|  | Ifola-Baumkänguru (D. notatus)                                                                         |
|  | |
|  | \| \| Seri-Baumkänguru (D. stellarum) \| \| \| \| \| \| Schwarzes Baumkänguru (D. scottae) \| \| \| \| |
|  | |
|  | Seri-Baumkänguru (D. stellarum)                                                                        |
|  | |
|  | Schwarzes Baumkänguru (D. scottae)                                                                     |
|  | |

|  | Seri-Baumkänguru (D. stellarum)    |
|  |                                    |
|  | Schwarzes Baumkänguru (D. scottae) |
|  |                                    |

|  | Ifola-Baumkänguru (D. notatus)                                                                         |
|  | |
|  | \| \| Seri-Baumkänguru (D. stellarum) \| \| \| \| \| \| Schwarzes Baumkänguru (D. scottae) \| \| \| \| |
|  | |
|  | Seri-Baumkänguru (D. stellarum)                                                                        |
|  | |
|  | Schwarzes Baumkänguru (D. scottae)                                                                     |
|  | |

|  | Seri-Baumkänguru (D. stellarum)    |
|  |                                    |
|  | Schwarzes Baumkänguru (D. scottae) |
|  |                                    |

|  | Ifola-Baumkänguru (D. notatus)                                                                         |
|  | |
|  | \| \| Seri-Baumkänguru (D. stellarum) \| \| \| \| \| \| Schwarzes Baumkänguru (D. scottae) \| \| \| \| |
|  | |
|  | Seri-Baumkänguru (D. stellarum)                                                                        |
|  | |
|  | Schwarzes Baumkänguru (D. scottae)                                                                     |
|  | |

|  | Seri-Baumkänguru (D. stellarum)    |
|  |                                    |
|  | Schwarzes Baumkänguru (D. scottae) |
|  |                                    |

|  | Ifola-Baumkänguru (D. notatus)                                                                         |
|  | |
|  | \| \| Seri-Baumkänguru (D. stellarum) \| \| \| \| \| \| Schwarzes Baumkänguru (D. scottae) \| \| \| \| |
|  | |
|  | Seri-Baumkänguru (D. stellarum)                                                                        |
|  | |
|  | Schwarzes Baumkänguru (D. scottae)                                                                     |
|  | |

|  | Seri-Baumkänguru (D. stellarum)    |
|  |                                    |
|  | Schwarzes Baumkänguru (D. scottae) |
|  |                                    |

|  | Ifola-Baumkänguru (D. notatus)                                                                         |
|  | |
|  | \| \| Seri-Baumkänguru (D. stellarum) \| \| \| \| \| \| Schwarzes Baumkänguru (D. scottae) \| \| \| \| |
|  | |
|  | Seri-Baumkänguru (D. stellarum)                                                                        |
|  | |
|  | Schwarzes Baumkänguru (D. scottae)                                                                     |
|  | |

|  | Seri-Baumkänguru (D. stellarum)    |
|  |                                    |
|  | Schwarzes Baumkänguru (D. scottae) |
|  |                                    |

|  | Ifola-Baumkänguru (D. notatus)                                                                         |
|  | |
|  | \| \| Seri-Baumkänguru (D. stellarum) \| \| \| \| \| \| Schwarzes Baumkänguru (D. scottae) \| \| \| \| |
|  | |
|  | Seri-Baumkänguru (D. stellarum)                                                                        |
|  | |
|  | Schwarzes Baumkänguru (D. scottae)                                                                     |
|  | |

|  | Seri-Baumkänguru (D. stellarum)    |
|  |                                    |
|  | Schwarzes Baumkänguru (D. scottae) |
|  |                                    |

|  | Ifola-Baumkänguru (D. notatus)                                                                         |
|  | |
|  | \| \| Seri-Baumkänguru (D. stellarum) \| \| \| \| \| \| Schwarzes Baumkänguru (D. scottae) \| \| \| \| |
|  | |
|  | Seri-Baumkänguru (D. stellarum)                                                                        |
|  | |
|  | Schwarzes Baumkänguru (D. scottae)                                                                     |
|  | |

|  | Seri-Baumkänguru (D. stellarum)    |
|  |                                    |
|  | Schwarzes Baumkänguru (D. scottae) |
|  |                                    |

|  | Ifola-Baumkänguru (D. notatus)                                                                         |
|  | |
|  | \| \| Seri-Baumkänguru (D. stellarum) \| \| \| \| \| \| Schwarzes Baumkänguru (D. scottae) \| \| \| \| |
|  | |
|  | Seri-Baumkänguru (D. stellarum)                                                                        |
|  | |
|  | Schwarzes Baumkänguru (D. scottae)                                                                     |
|  | |

|  | Seri-Baumkänguru (D. stellarum)    |
|  |                                    |
|  | Schwarzes Baumkänguru (D. scottae) |
|  |                                    |

|  | Goldmantel-Baumkänguru (D. pulcherrimus)                                                                 |
|  | |
|  | \| \| Matschie-Baumkänguru (D. matschiei) \| \| \| \| \| \| Tiefland-Baumkänguru (D. spadix) \| \| \| \| |
|  | |
|  | Matschie-Baumkänguru (D. matschiei)                                                                      |
|  | |
|  | Tiefland-Baumkänguru (D. spadix)                                                                         |
|  | |

|  | Matschie-Baumkänguru (D. matschiei) |
|  |                                     |
|  | Tiefland-Baumkänguru (D. spadix)    |
|  |                                     |

|  | Goldmantel-Baumkänguru (D. pulcherrimus)                                                                 |
|  | |
|  | \| \| Matschie-Baumkänguru (D. matschiei) \| \| \| \| \| \| Tiefland-Baumkänguru (D. spadix) \| \| \| \| |
|  | |
|  | Matschie-Baumkänguru (D. matschiei)                                                                      |
|  | |
|  | Tiefland-Baumkänguru (D. spadix)                                                                         |
|  | |

|  | Matschie-Baumkänguru (D. matschiei) |
|  |                                     |
|  | Tiefland-Baumkänguru (D. spadix)    |
|  |                                     |

|  | Ifola-Baumkänguru (D. notatus)                                                                         |
|  | |
|  | \| \| Seri-Baumkänguru (D. stellarum) \| \| \| \| \| \| Schwarzes Baumkänguru (D. scottae) \| \| \| \| |
|  | |
|  | Seri-Baumkänguru (D. stellarum)                                                                        |
|  | |
|  | Schwarzes Baumkänguru (D. scottae)                                                                     |
|  | |

|  | Seri-Baumkänguru (D. stellarum)    |
|  |                                    |
|  | Schwarzes Baumkänguru (D. scottae) |
|  |                                    |

|  | Ifola-Baumkänguru (D. notatus)                                                                         |
|  | |
|  | \| \| Seri-Baumkänguru (D. stellarum) \| \| \| \| \| \| Schwarzes Baumkänguru (D. scottae) \| \| \| \| |
|  | |
|  | Seri-Baumkänguru (D. stellarum)                                                                        |
|  | |
|  | Schwarzes Baumkänguru (D. scottae)                                                                     |
|  | |

|  | Seri-Baumkänguru (D. stellarum)    |
|  |                                    |
|  | Schwarzes Baumkänguru (D. scottae) |
|  |                                    |

|  | Ifola-Baumkänguru (D. notatus)                                                                         |
|  | |
|  | \| \| Seri-Baumkänguru (D. stellarum) \| \| \| \| \| \| Schwarzes Baumkänguru (D. scottae) \| \| \| \| |
|  | |
|  | Seri-Baumkänguru (D. stellarum)                                                                        |
|  | |
|  | Schwarzes Baumkänguru (D. scottae)                                                                     |
|  | |

|  | Seri-Baumkänguru (D. stellarum)    |
|  |                                    |
|  | Schwarzes Baumkänguru (D. scottae) |
|  |                                    |

|  | Ifola-Baumkänguru (D. notatus)                                                                         |
|  | |
|  | \| \| Seri-Baumkänguru (D. stellarum) \| \| \| \| \| \| Schwarzes Baumkänguru (D. scottae) \| \| \| \| |
|  | |
|  | Seri-Baumkänguru (D. stellarum)                                                                        |
|  | |
|  | Schwarzes Baumkänguru (D. scottae)                                                                     |
|  | |

|  | Seri-Baumkänguru (D. stellarum)    |
|  |                                    |
|  | Schwarzes Baumkänguru (D. scottae) |
|  |                                    |

|  | Ifola-Baumkänguru (D. notatus)                                                                         |
|  | |
|  | \| \| Seri-Baumkänguru (D. stellarum) \| \| \| \| \| \| Schwarzes Baumkänguru (D. scottae) \| \| \| \| |
|  | |
|  | Seri-Baumkänguru (D. stellarum)                                                                        |
|  | |
|  | Schwarzes Baumkänguru (D. scottae)                                                                     |
|  | |

|  | Seri-Baumkänguru (D. stellarum)    |
|  |                                    |
|  | Schwarzes Baumkänguru (D. scottae) |
|  |                                    |

|  | Ifola-Baumkänguru (D. notatus)                                                                         |
|  | |
|  | \| \| Seri-Baumkänguru (D. stellarum) \| \| \| \| \| \| Schwarzes Baumkänguru (D. scottae) \| \| \| \| |
|  | |
|  | Seri-Baumkänguru (D. stellarum)                                                                        |
|  | |
|  | Schwarzes Baumkänguru (D. scottae)                                                                     |
|  | |

|  | Seri-Baumkänguru (D. stellarum)    |
|  |                                    |
|  | Schwarzes Baumkänguru (D. scottae) |
|  |                                    |

|  | Ifola-Baumkänguru (D. notatus)                                                                         |
|  | |
|  | \| \| Seri-Baumkänguru (D. stellarum) \| \| \| \| \| \| Schwarzes Baumkänguru (D. scottae) \| \| \| \| |
|  | |
|  | Seri-Baumkänguru (D. stellarum)                                                                        |
|  | |
|  | Schwarzes Baumkänguru (D. scottae)                                                                     |
|  | |

|  | Seri-Baumkänguru (D. stellarum)    |
|  |                                    |
|  | Schwarzes Baumkänguru (D. scottae) |
|  |                                    |

|  | Ifola-Baumkänguru (D. notatus)                                                                         |
|  | |
|  | \| \| Seri-Baumkänguru (D. stellarum) \| \| \| \| \| \| Schwarzes Baumkänguru (D. scottae) \| \| \| \| |
|  | |
|  | Seri-Baumkänguru (D. stellarum)                                                                        |
|  | |
|  | Schwarzes Baumkänguru (D. scottae)                                                                     |
|  | |

|  | Seri-Baumkänguru (D. stellarum)    |
|  |                                    |
|  | Schwarzes Baumkänguru (D. scottae) |
|  |                                    |

|  | Goldmantel-Baumkänguru (D. pulcherrimus)                                                                 |
|  | |
|  | \| \| Matschie-Baumkänguru (D. matschiei) \| \| \| \| \| \| Tiefland-Baumkänguru (D. spadix) \| \| \| \| |
|  | |
|  | Matschie-Baumkänguru (D. matschiei)                                                                      |
|  | |
|  | Tiefland-Baumkänguru (D. spadix)                                                                         |
|  | |

|  | Matschie-Baumkänguru (D. matschiei) |
|  |                                     |
|  | Tiefland-Baumkänguru (D. spadix)    |
|  |                                     |

|  | Goldmantel-Baumkänguru (D. pulcherrimus)                                                                 |
|  | |
|  | \| \| Matschie-Baumkänguru (D. matschiei) \| \| \| \| \| \| Tiefland-Baumkänguru (D. spadix) \| \| \| \| |
|  | |
|  | Matschie-Baumkänguru (D. matschiei)                                                                      |
|  | |
|  | Tiefland-Baumkänguru (D. spadix)                                                                         |
|  | |

|  | Matschie-Baumkänguru (D. matschiei) |
|  |                                     |
|  | Tiefland-Baumkänguru (D. spadix)    |
|  |                                     |

|  | Ifola-Baumkänguru (D. notatus)                                                                         |
|  | |
|  | \| \| Seri-Baumkänguru (D. stellarum) \| \| \| \| \| \| Schwarzes Baumkänguru (D. scottae) \| \| \| \| |
|  | |
|  | Seri-Baumkänguru (D. stellarum)                                                                        |
|  | |
|  | Schwarzes Baumkänguru (D. scottae)                                                                     |
|  | |

|  | Seri-Baumkänguru (D. stellarum)    |
|  |                                    |
|  | Schwarzes Baumkänguru (D. scottae) |
|  |                                    |

|  | Ifola-Baumkänguru (D. notatus)                                                                         |
|  | |
|  | \| \| Seri-Baumkänguru (D. stellarum) \| \| \| \| \| \| Schwarzes Baumkänguru (D. scottae) \| \| \| \| |
|  | |
|  | Seri-Baumkänguru (D. stellarum)                                                                        |
|  | |
|  | Schwarzes Baumkänguru (D. scottae)                                                                     |
|  | |

|  | Seri-Baumkänguru (D. stellarum)    |
|  |                                    |
|  | Schwarzes Baumkänguru (D. scottae) |
|  |                                    |

|  | Ifola-Baumkänguru (D. notatus)                                                                         |
|  | |
|  | \| \| Seri-Baumkänguru (D. stellarum) \| \| \| \| \| \| Schwarzes Baumkänguru (D. scottae) \| \| \| \| |
|  | |
|  | Seri-Baumkänguru (D. stellarum)                                                                        |
|  | |
|  | Schwarzes Baumkänguru (D. scottae)                                                                     |
|  | |

|  | Seri-Baumkänguru (D. stellarum)    |
|  |                                    |
|  | Schwarzes Baumkänguru (D. scottae) |
|  |                                    |

|  | Ifola-Baumkänguru (D. notatus)                                                                         |
|  | |
|  | \| \| Seri-Baumkänguru (D. stellarum) \| \| \| \| \| \| Schwarzes Baumkänguru (D. scottae) \| \| \| \| |
|  | |
|  | Seri-Baumkänguru (D. stellarum)                                                                        |
|  | |
|  | Schwarzes Baumkänguru (D. scottae)                                                                     |
|  | |

|  | Seri-Baumkänguru (D. stellarum)    |
|  |                                    |
|  | Schwarzes Baumkänguru (D. scottae) |
|  |                                    |

|  | Ifola-Baumkänguru (D. notatus)                                                                         |
|  | |
|  | \| \| Seri-Baumkänguru (D. stellarum) \| \| \| \| \| \| Schwarzes Baumkänguru (D. scottae) \| \| \| \| |
|  | |
|  | Seri-Baumkänguru (D. stellarum)                                                                        |
|  | |
|  | Schwarzes Baumkänguru (D. scottae)                                                                     |
|  | |

|  | Seri-Baumkänguru (D. stellarum)    |
|  |                                    |
|  | Schwarzes Baumkänguru (D. scottae) |
|  |                                    |

|  | Ifola-Baumkänguru (D. notatus)                                                                         |
|  | |
|  | \| \| Seri-Baumkänguru (D. stellarum) \| \| \| \| \| \| Schwarzes Baumkänguru (D. scottae) \| \| \| \| |
|  | |
|  | Seri-Baumkänguru (D. stellarum)                                                                        |
|  | |
|  | Schwarzes Baumkänguru (D. scottae)                                                                     |
|  | |

|  | Seri-Baumkänguru (D. stellarum)    |
|  |                                    |
|  | Schwarzes Baumkänguru (D. scottae) |
|  |                                    |

|  | Ifola-Baumkänguru (D. notatus)                                                                         |
|  | |
|  | \| \| Seri-Baumkänguru (D. stellarum) \| \| \| \| \| \| Schwarzes Baumkänguru (D. scottae) \| \| \| \| |
|  | |
|  | Seri-Baumkänguru (D. stellarum)                                                                        |
|  | |
|  | Schwarzes Baumkänguru (D. scottae)                                                                     |
|  | |

|  | Seri-Baumkänguru (D. stellarum)    |
|  |                                    |
|  | Schwarzes Baumkänguru (D. scottae) |
|  |                                    |

|  | Ifola-Baumkänguru (D. notatus)                                                                         |
|  | |
|  | \| \| Seri-Baumkänguru (D. stellarum) \| \| \| \| \| \| Schwarzes Baumkänguru (D. scottae) \| \| \| \| |
|  | |
|  | Seri-Baumkänguru (D. stellarum)                                                                        |
|  | |
|  | Schwarzes Baumkänguru (D. scottae)                                                                     |
|  | |

|  | Seri-Baumkänguru (D. stellarum)    |
|  |                                    |
|  | Schwarzes Baumkänguru (D. scottae) |
|  |                                    |

|  | Goldmantel-Baumkänguru (D. pulcherrimus)                                                                 |
|  | |
|  | \| \| Matschie-Baumkänguru (D. matschiei) \| \| \| \| \| \| Tiefland-Baumkänguru (D. spadix) \| \| \| \| |
|  | |
|  | Matschie-Baumkänguru (D. matschiei)                                                                      |
|  | |
|  | Tiefland-Baumkänguru (D. spadix)                                                                         |
|  | |

|  | Matschie-Baumkänguru (D. matschiei) |
|  |                                     |
|  | Tiefland-Baumkänguru (D. spadix)    |
|  |                                     |

|  | Goldmantel-Baumkänguru (D. pulcherrimus)                                                                 |
|  | |
|  | \| \| Matschie-Baumkänguru (D. matschiei) \| \| \| \| \| \| Tiefland-Baumkänguru (D. spadix) \| \| \| \| |
|  | |
|  | Matschie-Baumkänguru (D. matschiei)                                                                      |
|  | |
|  | Tiefland-Baumkänguru (D. spadix)                                                                         |
|  | |

|  | Matschie-Baumkänguru (D. matschiei) |
|  |                                     |
|  | Tiefland-Baumkänguru (D. spadix)    |
|  |                                     |

|  | Bennett-Baumkänguru (D. bennettianus) |
|  |                                       |
|  | Lumholtz-Baumkänguru (D. lumholtzi)   |
|  |                                       |

Die Position des Bären-Baumkängurus (D. ursinus), das sich morphologisch stark von den anderen Baumkänguruarten unterscheidet und das einzige auf der Vogelkopf-Halbinsel endemische Baumkänguru ist, konnte nicht bestimmt werden. Innerhalb der Baumkängurus werden damit 13 der bisher beschriebenen Arten und Unterarten als valide Arten anerkannt, zwei in Australien (D. lumholtzi, D. bennettianus) und 11 Arten in Neuguinea (D. inustus, D. ursinus, D. mbaiso, D. dorianus, D. notatus, D. stellarum, D. scottae, D. spadix, D. matschiei, D. pulcherrimus und D. goodfellowi).
Die Schwestergruppe und damit die nächsten Verwandten der Baumkänguruhs sind die ebenfalls kletternd lebenden Felskängurus (Petrogale).

## Etymologie
Den heute noch gültigen wissenschaftlichen Namen Dendrolagus bekam diese Gattung von ihrem Entdecker Salomon Müller. Dieser bedeutet ‚Baumhase‘ und kam wohl von der Sprunggewandtheit dieser Tiere und der baumbewohnenden Lebensweise (altgriechisch δένδρον dendron, deutsch ‚Baum‘, λαγός lagos, deutsch ‚Hase‘).

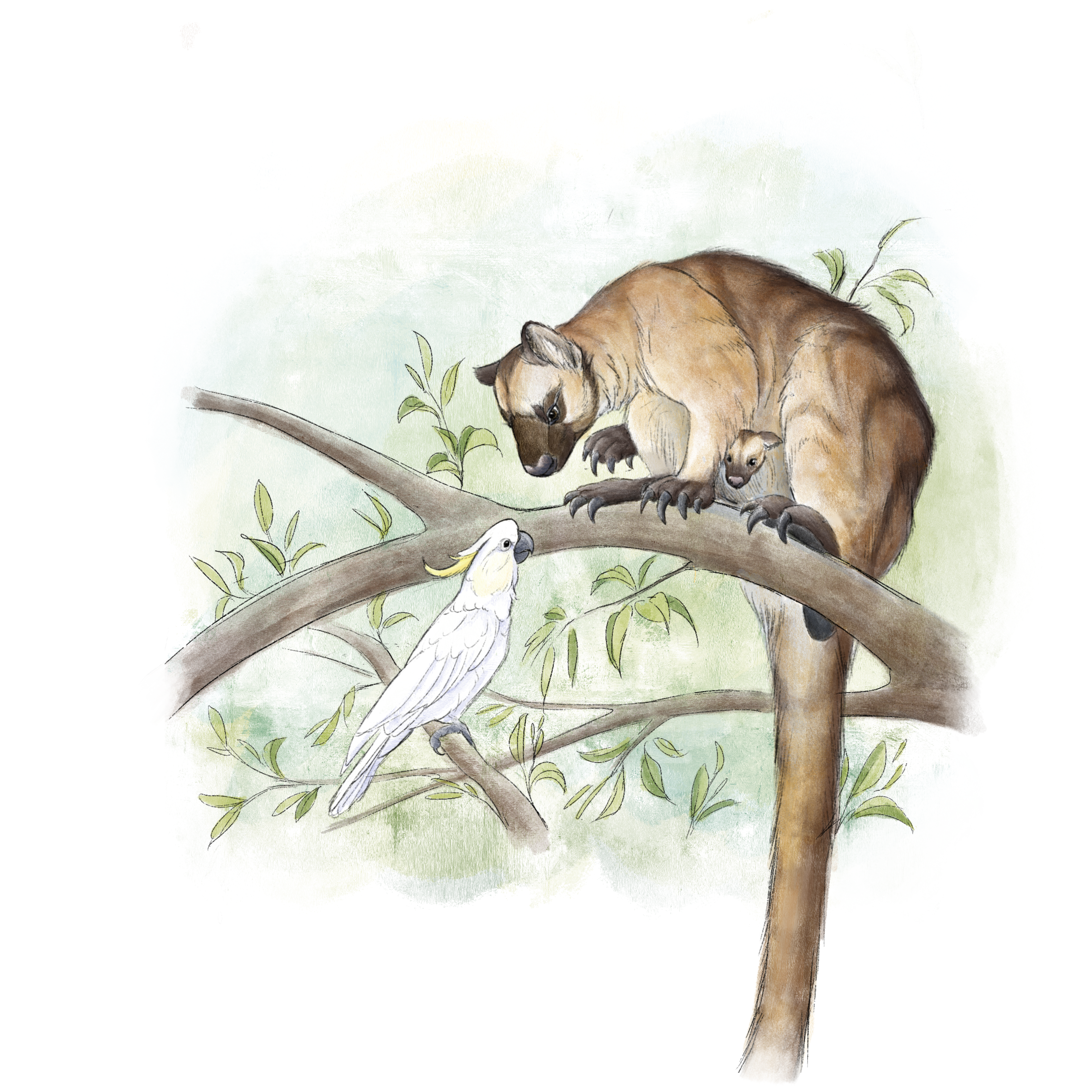
Bohra paulae, ein eiszeitliches Riesenbaumkänguru

## Eiszeitliche Verwandte der Baumkängurus
Im Eiszeitalter existierten deutlich größere Baumkängurus in ganz Australien. Diese gehörten der Gattung Bohra an, die sieben Arten umfasst (Stand 2023), waren teilweise doppelt so groß wie heutige Arten und bis zu 40 kg schwer. Ihre Überreste wurden auch in der heute völlig baumlosen Nullarbor-Ebene gefunden. Auch zur Zeit dieser Baumkängurus beherbergte die relativ trockene Region keine ausgedehnten Wälder. Daher vermutet man, dass die Tiere auf die einzeln stehenden kleineren Bäume stiegen, um das Laub zu erreichen.